# Jubaea chilensis
Jubaea chilensis este singurul palmier din genul Jubaea. Este originar din sud-vestul Americii de Sud, unde este endemic într-o zonă mică din centrul statului Chile.
Este un palmier care poate atinge o înălțime de 25 metri și un diametru al trunchiului de 1,4 metri la bază. Frunzele sunt penate. Cea mai mare plantă de interior din lume este un Jubea Chilensis din Gradina Botanică Regală Kew, din Londra, Anglia.
Palmierul a fost denumit după Juba II, un rege berber și botanist. Are nevoie de ierni blânde dar poate tolera temperaturi de până la aproximativ -15 °C; de asemenea are nevoie de veri răcoroase fiind unul dintre cei mai rezistenți palmieri cu frunze penate. Acest lucru este datorat faptului că în mediul natural acesta crește până la 1400 metri deasupra nivelului mării.
Pomul produce un fruct mic și rotund cu un diametru de 2–3 cm. Fructul are o coajă dură la exterior și pulpă albă în interior. Jubaea Chilensis nu înflorește decât după vârsta de 60 de ani.

## Galerie

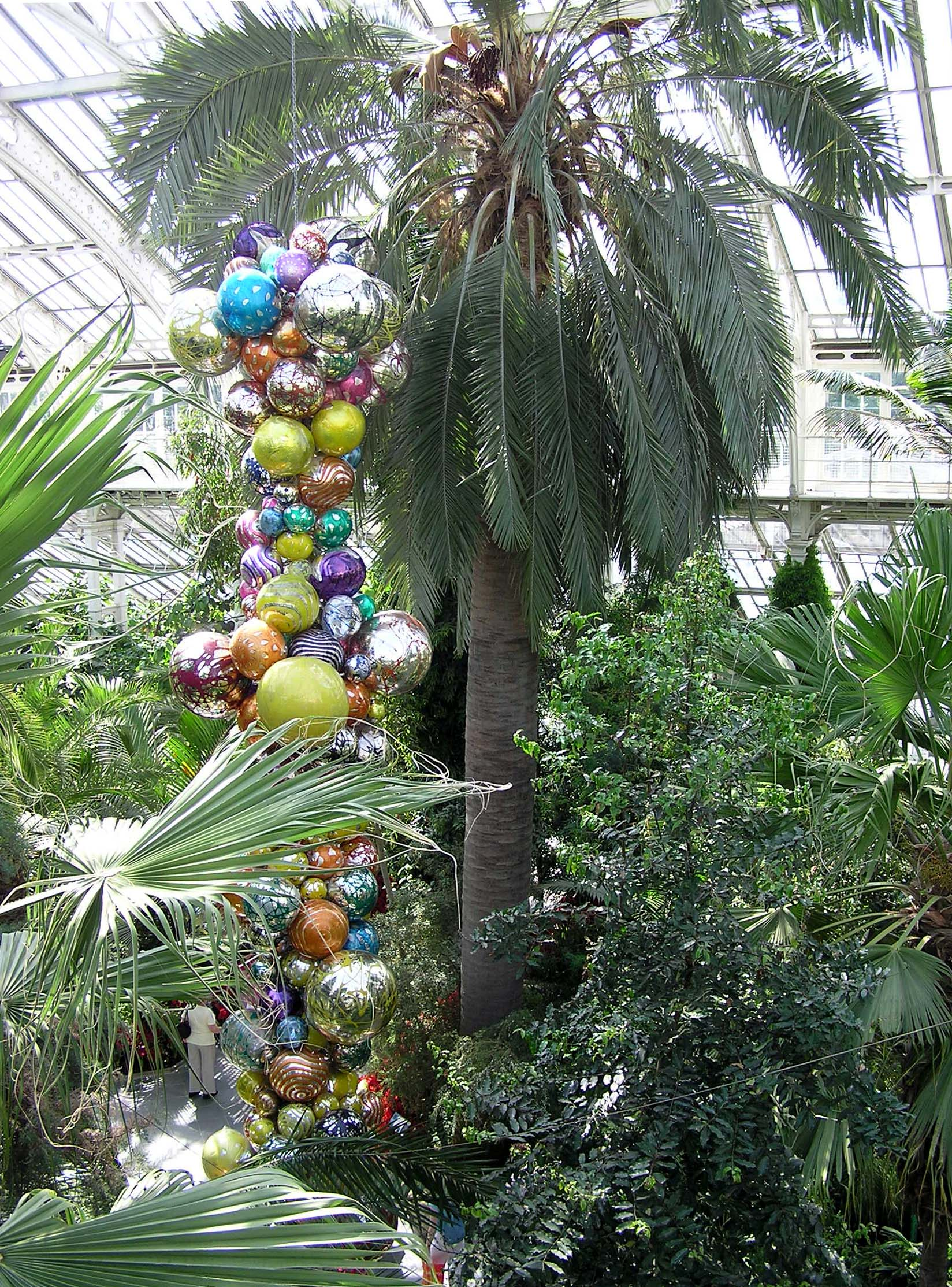
Jubaea Chilensis la Kew
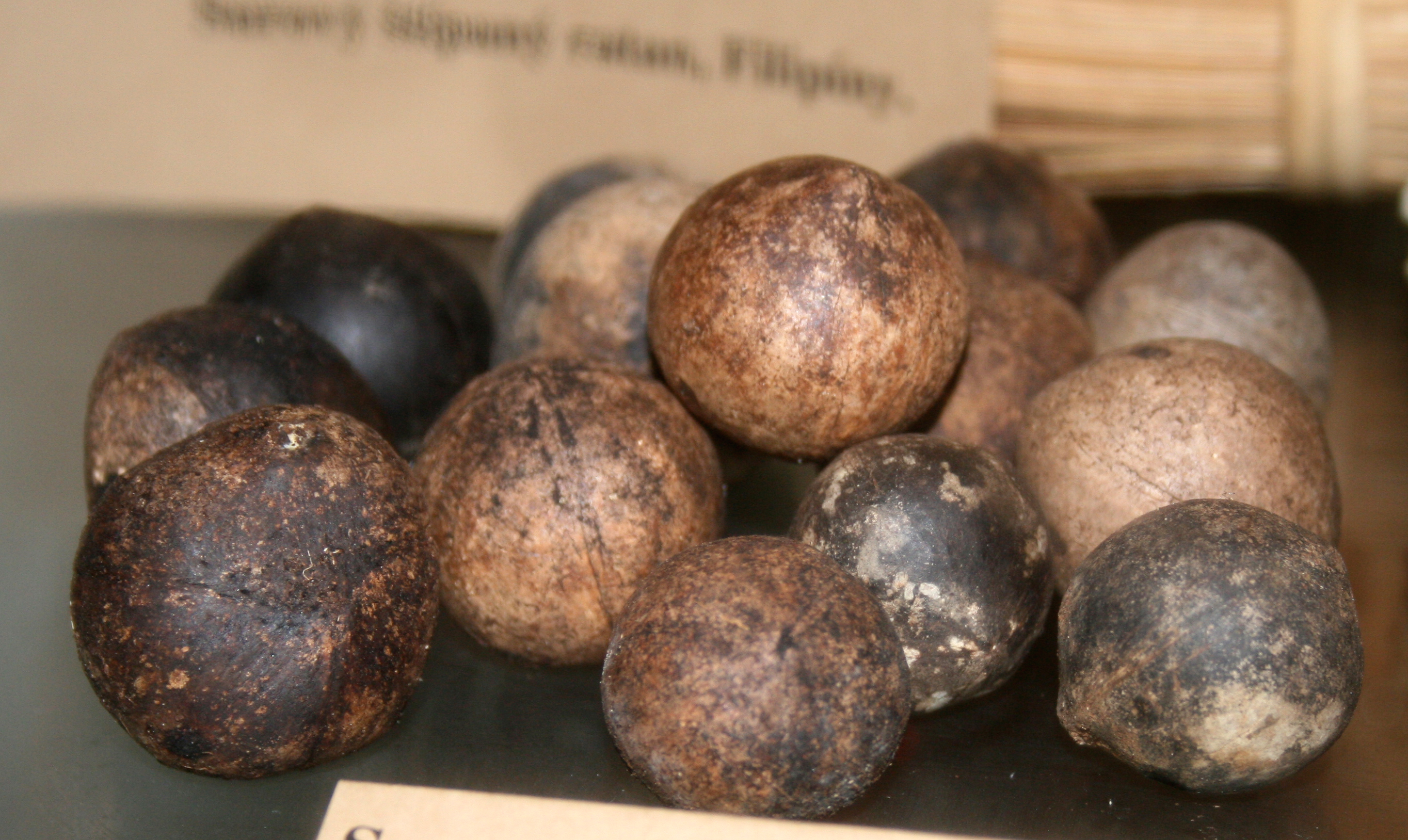
Fructe
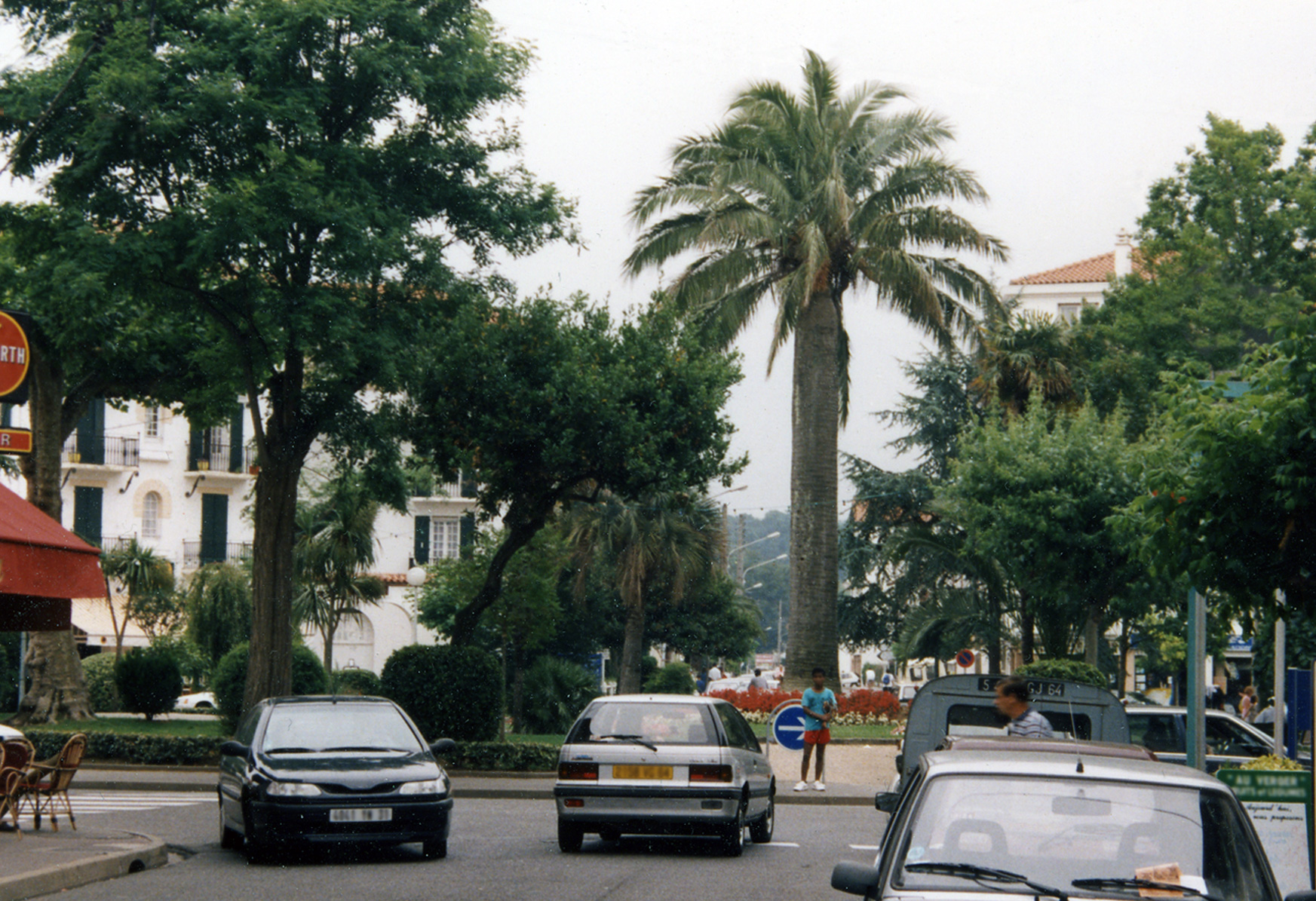
Jubaea Chilensis in Franța
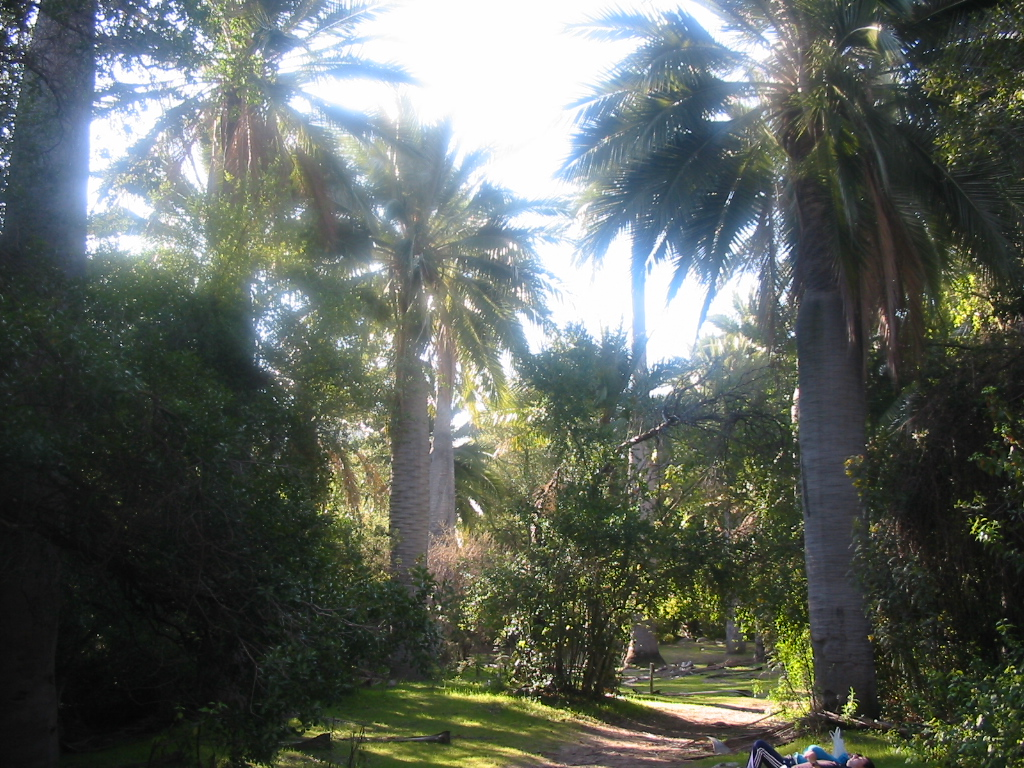
Jubaea Chilensis in habitatul natural